# Abt Sportsline
Abt Sportsline je kompanija koja se bavi modifikovanje automobila sa sedištem u Kemptenu, Nemačka. Abt se uglavnom bavi Audijem i srodnim primarnim brandovima Volkswagen grupe - Volkswagen, Škoda i SEAT - modifikujući ih koristeći sportska vešanja, lagane aluminijumske točkove, aerodinamične komponente, delove od karbona, modifikovanjem snage motora i još mnogo toga. U  DTM-u su aktivni više od jedne decenije. Nakon smrti njihovog oca Johana 2003. godine, kompaniju sa 170 zaposlenih vodila su braća Hans-Jurgen Abt (rođen 1962., generalni direktor) i Kristian Abt. Od 2011. godine na čelu komopanije se nalazi Hans-Jurgen Abt.
Od 2014. godine, oni upravljaju timom pod nazivom Audi Sport u FIA Formuli E Šampionatu, a njihovi vozači su Lucas di Grasi i Daniel Abt.  Na ePrixu u Pekingu 2014. godine, di Grasi je postao prvi vozač koji je pobedio u trci na otvorenom, u klasi električnih formula. Ekipa je sezonu  završila na trećem mestu u prvenstvu.